# Gleichenia microphylla
Gleichenia microphylla är en ormbunkeart som beskrevs av Robert Brown. Gleichenia microphylla ingår i släktet Gleichenia och familjen Gleicheniaceae. Utöver nominatformen finns också underarten G. m. semivestita.

## Bildgalleri

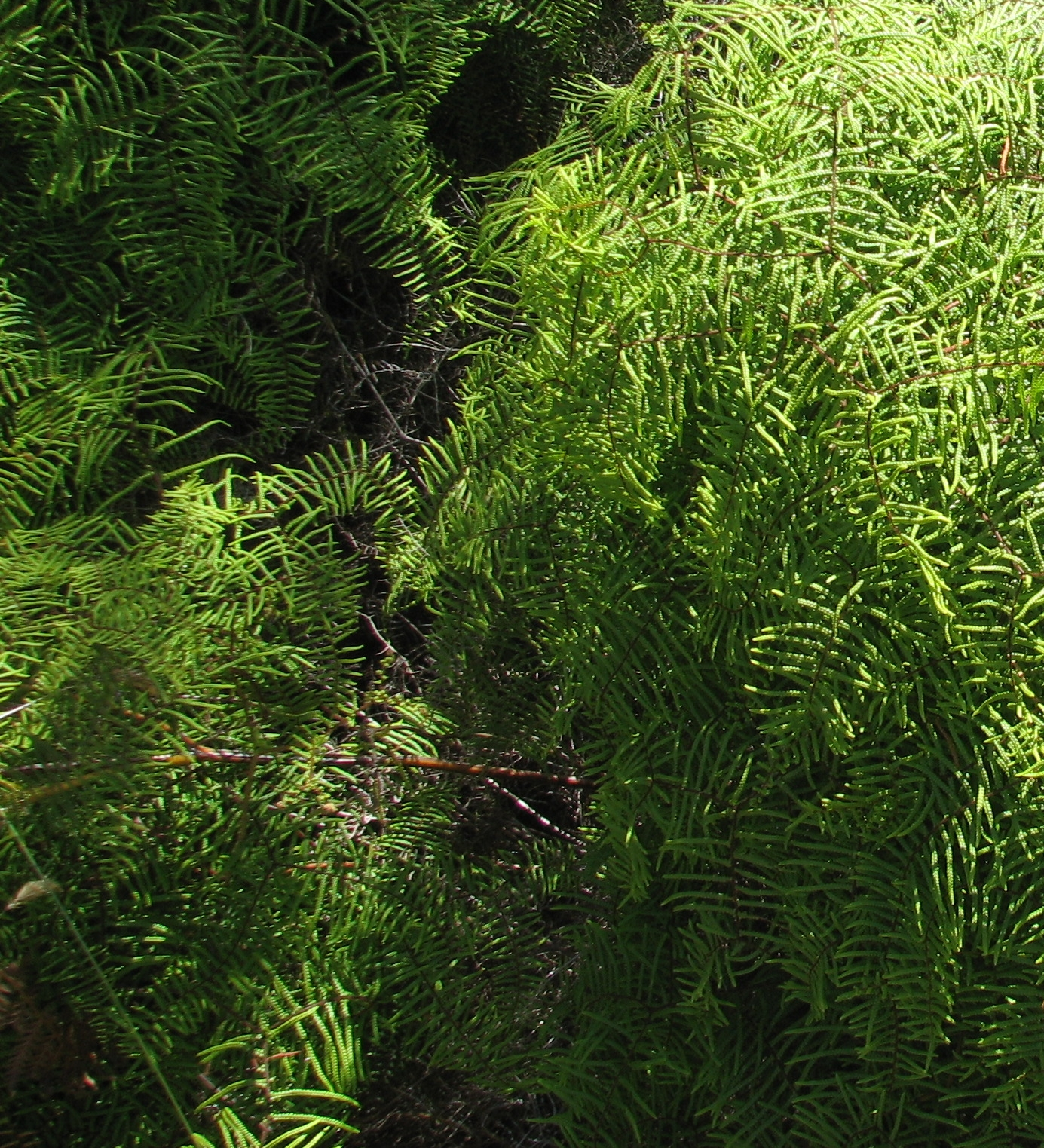